# Хусон, Айзек Дэниэл
Айзек Дэниэл Хусон (англ. Isaac Daniel Hooson, I. D. Hooson; 2 сентября 1880 — 18 октября 1948) — валлийский адвокат и поэт. 

## Биография
Хусон родился в Виктория-Хаус на Маркет-стрит в деревне Рослланнерхригог, графство Рексем, Уэльс в семье Эдварда и Гарриет Хусон. Его дедушка принадлежал к шахтерам, добывавшим свинец, которые уехали из Корнуолла в Уэльс и обосновались во Флинтшире. Отец Айзека переехал в Рослланнерхригог из Холиуэлла, Флинтшир, и поступил в учение к бакалейщику, а затем открыл собственную торговлю бакалеей и тканями.
Айзек учился в школах Рослланнерхригога и Руабона. С 1897 года работал в Ливерпуле. После смерти отца в 1904 году вернулся в графство Рексем, где получил должность солиситора. После начала Первой мировой войны был призван на флот. После демобилизации в 1919 году продолжил адвокатскую деятельности, став партнёром в частной фирме. С 1920 по 1943 год имел статус внешнего управляющего в делах о банкротстве в Честере и Северном Уэльсе. Занимался общественными вопросами.
Писал стихи с 1900 до 1914 года, публиковавшиеся в разных изданиях, после чего надолго забросил поэзию. В течение жизни Хусон опубликовал только один сборник стихов — Cerddi a Baledi (1936), написанный в 1930—1936 годах. После смерти поэта вышел второй сборник его произведения Y Gwin a Cherddi Eraill (1948). Наибольшую известность Хусону принесли стихотворения для детей, а также переложение на валлийский язык «Гамельнского крысолова», опубликованное в 1934 году под заглавием Y Fantell Fraith.
Любимыми поэтическими жанрами Хусона были лирика и баллады, в которых обнаруживалась тонкая проникновенность, богатое воображение и яркая экспрессия. Его позднее творчество быстро получило признание, что сделало Хусона одним из ведущих поэтов Уэльса.
В 1948 году, незадолго до смерти, Хусону присвоено звание почётного магистра искусств Уэльского университета.
Памятник Хусону установлен на Панораме возле Лланголлена. Именем поэта названа школа с преподаванием на валлийском языке в деревне Рослланнерхригог.